# 李滋然
李滋然（1847年4月20日—1921年4月3日），字命三，號樹齋，優廩生，民籍，四川省重慶府長壽縣南門外火神街李家黑院子人，原籍湖北黃州府麻城縣孝感鄉。清末政治人物。世襲雲騎尉，光緒十五年（1889年）己丑科進士。

## 家族
祖能昱，敕封修職郎，祖母陳氏，乾隆庚辰科進士陳于際公女，敕贈孺人。父曾白，道光乙酉舉人，曾任黔江縣教諭，咸豐辛酉太平軍入川時殉難，奉旨追贈國子監學正，世襲雲騎尉。母左氏。族兄李莒，嘉慶辛未科進士，翰林院庶吉士，族兄李郁然，道光壬午恩科进士，歷廣東陽山饒平等縣知縣乙酉科鄉試同考官。族兄李彬然，嘉慶己卯恩科進士，刑部山西司主事，主講錦江、東川書院。

## 生平
李滋然自幼聰穎過人，承師授以經史，兼習朱子、小學。對古今學術源流，漢、宋師法，深鑽窮究，識別深透。他身軀較矮，卻丰采肅然，待人彬彬有禮。年十九，補博士，愈加奮發學習，屢次應試，文陣連捷。由秀才而舉人（鄉試中式第六名），光緒己丑入京會試中式第四名，登殿試三甲137名。同年五月，著交吏部掣签，分发各省以知县即用。歷任廣東省電白縣、揭陽縣、順德縣、曲江縣、文昌縣、東莞縣、普寧縣等七縣知縣。
李滋然任電白縣知縣為期六載，上任之初，有兩族為爭奪墳山，訴訟多年，糾纏不休。滋然令將契約繳驗，經查老契約，明明寫的是順治年月。他果斷地朱筆批下「偽契」二字。訟案者問系何故?李知縣厲聲說：電白是康熙時設縣，並非順治時期，此契當然是偽契了。兩族墳山訟案就此了結。他在歷任知縣十五年內，總是培植正直有為之士，從寒微中擢選人材。暇時便巡行四鄉，敦勸農桑。因此，政績頗著。滋然自入廣東任知縣，極受上司青睞，曾調入內簾充同考官主試。經歷了辛卯、癸巳、甲午恩正科，所錄取的名士較多。梁啟超、梁知鑒、李家駒、梁用弧等都出自他的門下。在順德以辦學不力，為粵督岑春煊奏參革職。駐日使臣李家駒調充隨員，旋獲起用，賞縣丞。
宣統三年（1911年）七月，李滋然來到北京，以所著幾部書籍進呈，朝廷授以學部七品小京官，旋給主事銜。
辛亥革命後，李滋然即迅離京師，南走上海，溯長江西歸，回到家鄉鳳城後，自號「採薇僧」（效伯夷、叔齊隱於首陽山採薇而食，恥食周粟）。未幾，便到伊父曾白公的墳墓側面(城北十里王家岩)，築室而居，達九年之久，日食糙米蔬菜過活。他不忘朝廷，每年十二月二十五日，必北向痛哭終日，僅食白粥一盅。在重病期間，自草遺表「孤臣戀主，伏枕哀鳴，叩謝天恩」十二字，以便壽終時向北焚化。
民國十年辛酉二月二十五日（1921年4月3日），於病逝，享壽七十有四。

## 著作
- 《周禮古學考》十一卷
- 《四書朱子集注古義箋》六卷
- 《群經綱紀考》十六卷
- 《四庫全書書目考》四卷
- 《採薇僧詩集》、《明夷待訪錄糾繆》各一卷。
- 《倉頡輯補斠證小箋》二卷